# Acacia tratmaniana
Acacia tratmaniana é uma espécie de leguminosa do gênero Acacia, pertencente à família Fabaceae.